# Elmar Qasımov

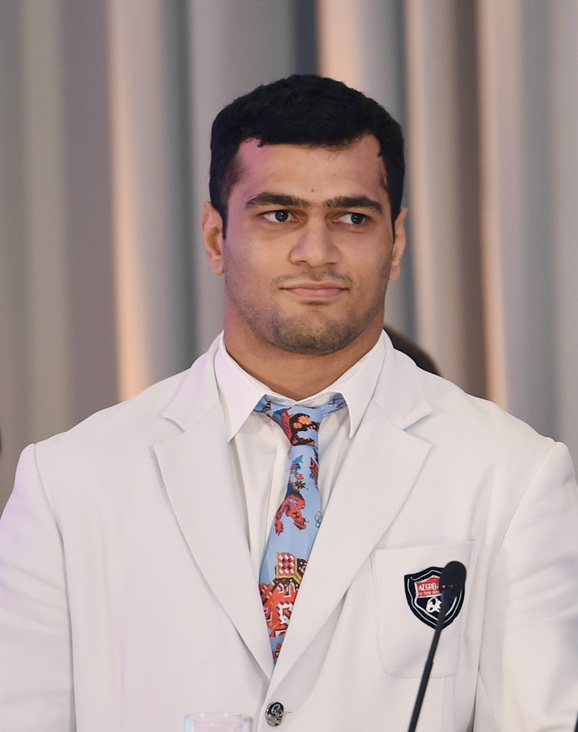
Elmar Qasımov beim Präsidentenempfang nach den Olympischen Spielen 2016

Elmar İlqar oğlu Qasımov oder Elmar Gasimov (* 2. November 1990 in Xırdalan, Rayon Abşeron) ist ein aserbaidschanischer Judoka. Seit 2008 tritt er im Halbschwergewicht (bis 100 kg) an. 2016 gewann er die olympische Silbermedaille.

## Sportliche Karriere
Nachdem er im Juniorenbereich in niedrigeren Gewichtsklassen gekämpft hatte, gewann Qasımov 2008 die aserbaidschanische Landesmeisterschaft im Halbschwergewicht. Bei den Weltmeisterschaften 2009 unterlag er im Halbfinale gegen den Kasachen Maxim Rakow, den Kampf um Bronze verlor Qasımov gegen den Ägypter Ramadan Darwish. Im gleichen Jahr wurde er U20-Europameister. Bei den Weltmeisterschaften 2010 erreichte er das Viertelfinale und verlor dort gegen den Kubaner Oreidis Despaigne.
Seine erste internationale Medaille in der Erwachsenenklasse gewann Qasımov bei den Europameisterschaften 2012, nach einer Viertelfinalniederlage gegen den Russen Safar Machmadow kämpfte sich Qasımov in der Hoffnungsrunde zur Bronzemedaille durch. Bei den Olympischen Spielen in London verlor er das Viertelfinale gegen den Südkoreaner Hwang Hee-tae und belegte letztlich den siebten Rang. 2013 erreichte er bei den Europameisterschaften in Budapest das Halbfinale gegen den Tschechen Lukáš Krpálek, auch den Kampf um Bronze gegen den Letten Jevgeņijs Borodavko verlor Qasımov. Ein Jahr später unterlag er im Finale der Judo-Europameisterschaften 2014 gegen Lukáš Krpálek.
Bei den Judo-Europameisterschaften 2016 unterlag Qasımov im Viertelfinale gegen den Niederländer Henk Grol und belegte nach einer weiteren Niederlage gegen den Esten Grigori Minaskin den fünften Platz. Dreieinhalb Monate später gewann Qasımov bei den Olympischen Spielen in Rio de Janeiro seine ersten vier Kämpfe, im Viertelfinale gegen den Ägypter Ramadan Darwish und im Halbfinale gegen den Ukrainer Artem Bloschenko siegte er vorzeitig durch Ippon. Im Finale traf er auf Lukáš Krpálek, der den Kampf kurz vor Ende durch Ippon für sich entschied.
2017 belegte er bei den Judo-Europameisterschaften 2017 den fünften Platz, nachdem er im Halbfinale gegen seinen Landsmann Elxan Məmmədov verloren hatte. Bei den Weltmeisterschaften in Budapest unterlag er im Viertelfinale gegen den Japaner Aaron Wolf, den Kampf um Bronze gewann Qasımov gegen Mammadov. 2019 wurden die Europameisterschaften im Rahmen der Europaspiele in Minsk ausgetragen, Qasımov gewann eine Bronzemedaille.